# Florida International University

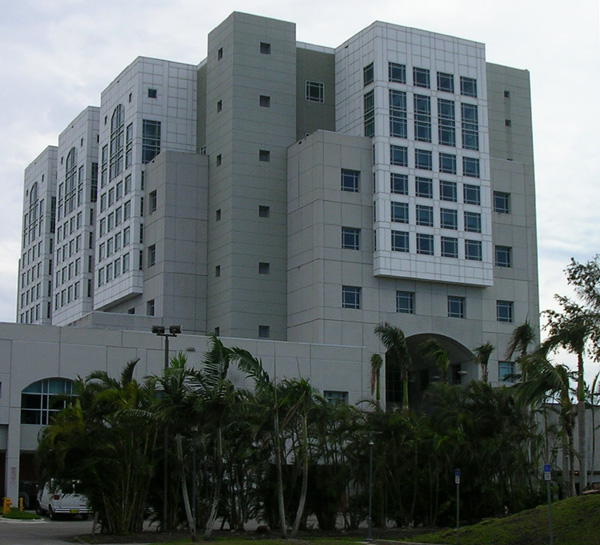
Die FIU-Green Bibliothek

Die Florida International University (FIU) ist eine staatliche Universität im Miami-Dade County im US-Bundesstaat Florida. Gemessen an der Zahl der Studierenden war sie 2020 die zweitgrößte Universität im Bundesstaat Florida und die viertgrößte Universität der USA.

## Geschichte
Angesichts des rasanten Bevölkerungswachstum in Südflorida seit dem Ende des Zweiten Weltkriegs in den 1960er Jahren beschloss der Kongress des Staates Florida die Gründung einer neuen staatlichen Universität. Die FIU wurde 1965 gegründet. Die ersten Studierenden konnten sich 1972 immatrikulieren. Allerdings nahm die FIU erst ab 1981 Studenten im ersten oder zweiten Studienjahr auf. Die 5.667 Erstsemester des ersten Jahrgangs stellten die bis dahin größte Anzahl von Ersteinschreibungen der USA dar. Seit der Gründung weist die Universität ein stetiges Wachstum auf.

## Campus
Als Campusgelände diente der ehemalige Tamiami-Flughafen im Westen des Verwaltungsbezirks Miami-Dade. Dieses Campusgelände, heute benannt nach dem langjährigen Präsidenten Modesto Maidique, fungiert weiterhin als Hauptcampus. Zusätzlich wurde Ende der 1970er Jahre der Nordcampus (Biscayne Bay Campus) eingeweiht. Der Biscayne Bay Campus liegt direkt an der Biscayne Bay und grenzt an den Oleta River State Park.
Als zentrale Universitätsbibliothek fungiert die Green Library. Sie ist das größte Gebäude auf dem Campus. Der umfangreiche Bestand macht die Universitätsbibliothek der FIU zur größten Bibliothek Südfloridas und zu einer der größten Bibliotheken im gesamten Südosten der USA.

## Zahlen zu den Studierenden
Von den 58.836 Studierenden im Herbst 2020 strebten 49.049 ihren ersten Studienabschluss an, sie waren also undergraduates. Davon waren 57 % weiblich und 43 % männlich. 9.787 arbeiteten auf einen weiteren Abschluss hin, sie waren postgraduates. Die Studierendenschaft ist stark geprägt von Studierenden mit hispanischem Hintergrund: Im Herbst 2020 ordneten sich selbst 68 % in die Kategorie „Hispanic/Latino“ ein; 2010 waren es über 60 % gewesen. Die zweitgrößte Ethnie war die Gruppe Schwarz-/Afroamerikaner mit 12 %. Die Universität zählt mehr als 200.000 Personen als Ehemalige (Alumni).
Im Herbst 2019 waren ebenfalls über 58.000 Studierende eingeschrieben. Die übergroße Mehrheit nutzt primär den Hauptcampus im Süden. Die Zahl der Studierenden ist im Laufe der Jahrzehnte stark gestiegen: von 5.667 im Jahr 1972 über 11.812 (1980), 22.528 (1990), 31.458 (2000) und 44.010 (2010) auf 58.836 (2020).

## Akademisches
Die FIU hat sich fest als forschungsstarke staatliche Universität in der nordamerikanischen Hochschullandschaft etabliert. Die Carnegie Foundation führt FIU als Institution mit „hoher Forschungsaktivität“. Nur Abschlüsse dieser forschungsintensiven Universitäten werden in Deutschland voll anerkannt. Daher sind Akademiker, die an der FIU promoviert haben, auch dazu berechtigt, ihren akademischen Titel in Deutschland ohne Zusatz zu führen.
Das Jahresbudget für das akademische Jahr 2021/2022 beträgt rund 1,7 Mrd. $ (2012: 1,1 Mrd. $). Die Forschungsausgaben für 2012 werden auf 104,6 Mio. Dollar geschätzt.
Der akademische Erfolg zeigt sich unter anderem daran, dass die FIU als bevorzugte Universität der valedictorians (Jahrgangsbeste, die die Abschlussrede in ihrer Highschool halten) aus Südflorida gilt. In einem US-weiten Ranking der strengsten Benotungssysteme (toughest grading system) wurde die FIU im Jahre 2011 unter den ersten 16 Plätzen aufgeführt.

### Studiengänge und wissenschaftliche Einrichtungen

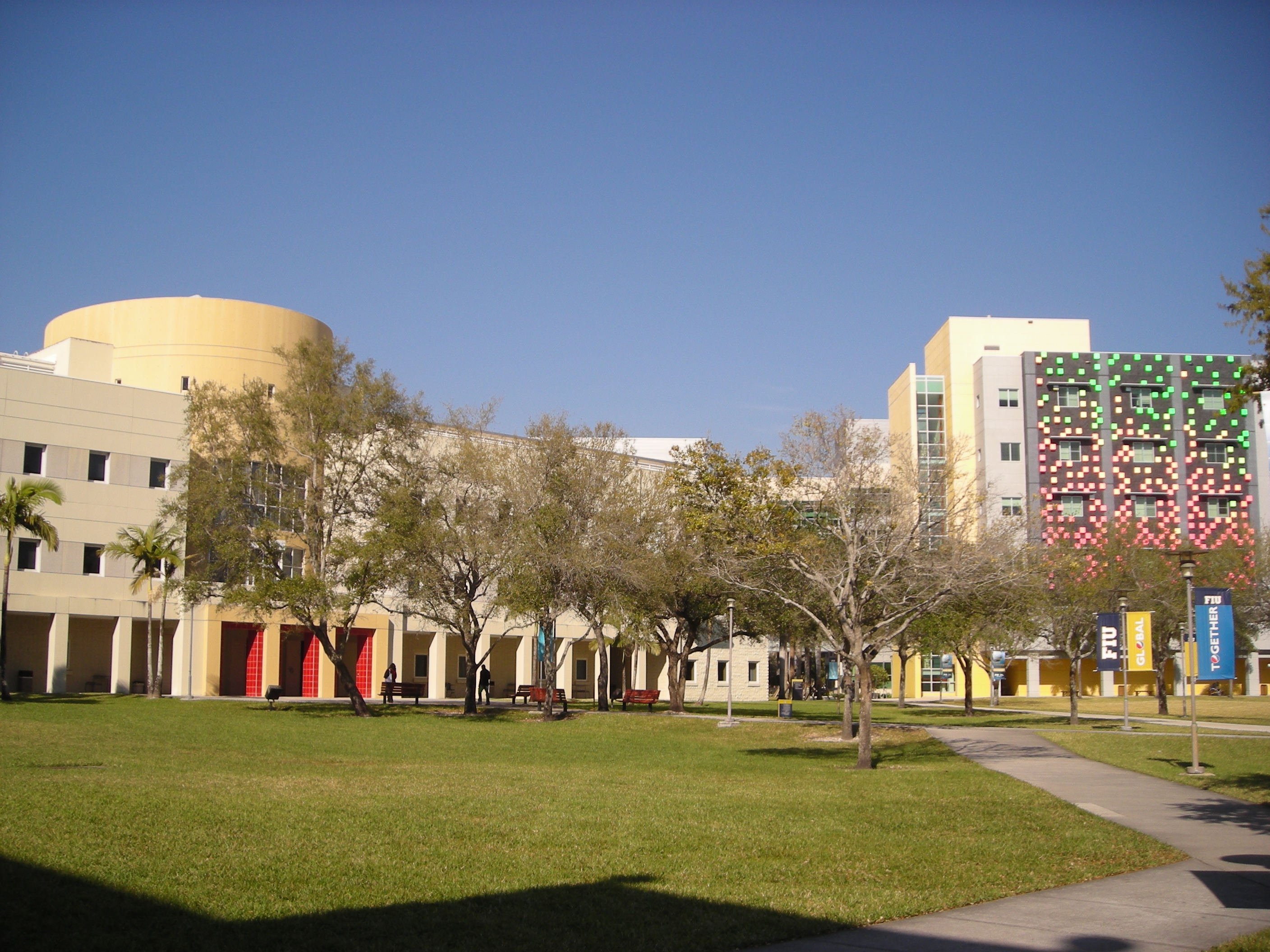
Gebäude der Universität für Chemie und Physik

Derzeit weist die FIU 191 Studiengänge auf. Davon sind 60 Bachelorstudiengänge, 81 sind Masterprogramme und drei werden den „specialist programs“ zugeordnet. Darüber hinaus bestehen 4 „professional programs“. Der wissenschaftliche Nachwuchs wird in 34 Promotionsstudiengängen ausgebildet. Dieses breite akademische Angebot wird von 23 Fakultäten und Einrichtungen erbracht.
Folgende akademische Einrichtungen und Programme sind bemerkenswert:
Juristische Fakultät (College of Law): Die Ausbildung von Juristen wurde im Jahre 2000 aufgenommen. Seit 2005 weisen die Absolventen der FIU regelmäßig die höchste Bestehensquote beim bar exam auf. Ein bestandenes bar exam erlaubt Juristen, vor Gericht zu wirken. Im Jahr 2017 wurde das FIU College of Law vom U.S. News & World Report zum wiederholten Mal unter die Top 100 der Law Schools in den Vereinigten Staaten gerankt.
Hurricane Center: Nach den massiven Schäden durch den Hurrikan Andrew im Jahre 1992 beschloss die Bundesregierung den Umzug des Nationalen Hurrikan-Centers in ein sturmsicheres Gebäude. Die FIU erhielt den Zuschlag und beherbergt seit 1995 dieses Forschungszentrum, das für die Vorhersagen von Wetterlagen in den tropischen und subtropischen USA zuständig ist.
Medizinische Fakultät (Herbert Wertheim College of Medicine): Das Herbert Wertheim College of Medicine wurde 2009 eingeweiht und ist die einzige staatliche medizinische Fakultät in Südflorida.
Wirtschaftswissenschaftliche Fakultät (International Business School): In einer US-weiten Studie von U.S.News & World Report wurde die IBS im Jahr 2012 auf Platz 16 gerankt.
School of International and Public Affairs (SIPA): Flaggschiff der SIPA ist das Institut für Verwaltungswissenschaften (Department of Public Administration). Dem Institut angeschlossen sind ein Forschungszentrum für Stadtforschung und ein Forschungszentrum für Verwaltung in Lateinamerika. Professoren des verwaltungswissenschaftlichen Instituts stellten in den letzten Jahren zweimal den Präsidenten der wichtigsten verwaltungswissenschaftlichen Vereinigung der USA, ASPA.
Hospitality Management: Die Chaplin School of Hospitality and Tourism Management wurde als „Program of Distinction“ ausgezeichnet. 2002 konnte die Fakultät bei einem Ranking den ersten Platz bei der Bewertung durch die Studierenden verzeichnen. Seit 2012 betreiben Lehrenden und Studierenden eine eigene Versuchsbrauerei.

## Hochschulsport
Die Sportteams der FIU firmieren unter dem Namen Golden Panthers. 1998 wechselte die Hochschule ihre organisatorische Anbindung innerhalb der NCAA Division I von der Atlantic Sun Conference zur Sun Belt Conference. Nach dem Realignment 2013 wechselten die Panthers in die Conference USA.
Im Jahre 2009 konnte die FIU den ehemaligen NBA-Star und Hall of Famer Isiah Thomas verpflichten. Er trainierte das Herrenbasketballteam von 2009 bis 2012.
Seit 2002 weist die FIU ein eigenes Football-Programm auf. Nach herben Niederlagen in den ersten Jahren konnte sich das Team im Südwesten der USA etablieren. 2010 schloss es die Saison auf Platz 1 der Sun Belt Conference ab und gewann anschließend mit der „Little Ceasar’s Pizza Bowl“ die erste Bowl. Das dramatische Spiel gegen Toledo endete 34:32 und wurde erst kurz vor Schluss mit einem spektakulären Spielzug entschieden, welcher an der Universität als „Motor City Miracle“ bezeichnet wird.

## Persönlichkeiten

### Dozenten
- Rita Crockett (* 1957), US-amerikanische Volleyball- und Beachvolleyballspielerin
- Orlando Jacinto García (* 1954), Komponist, Professor für Musik
- Stephen Leatherman (* 1947), Geowissenschaftler, von 1997 bis 2009 Direktor des Hurrikanzentrums
- Carolyne Van Vliet  (1929–2016), niederländisch-amerikanische Physikerin und Hochschullehrerin
- Mauricio Macri (* 1959), ehemaliger argentinischer Präsident (2015–2019), als Gastredner[21]

### Absolventen
- Edith Kellnhauser (1933–2019), deutsche Pflegewissenschaftlerin, Hochschullehrerin und Publizistin
- Montse Alvarado, mexikanisch-US-amerikanische Journalistin und Moderatorin